# Věžky (ort i Tjeckien, Olomouc)
Věžky är en ort i Tjeckien.   Den ligger i regionen Olomouc, i den östra delen av landet, 230 km öster om huvudstaden Prag. Věžky ligger 202 meter över havet och antalet invånare är 208.
Terrängen runt Věžky är platt. Runt Věžky är det ganska tätbefolkat, med 96 invånare per kvadratkilometer. Närmaste större samhälle är Přerov, 5,9 km norr om Věžky. Trakten runt Věžky består till största delen av jordbruksmark.